# 陶力
陶力（1920年—1989年），男，山东蓬莱人，中华人民共和国政治人物，曾任国家物资总局副局长，第七届全国人大代表、常委会委员。